# Boistrudan
Boistrudan [bwatʁydɑ̃] est une commune française située dans le département d'Ille-et-Vilaine, en région Bretagne.

## Géographie

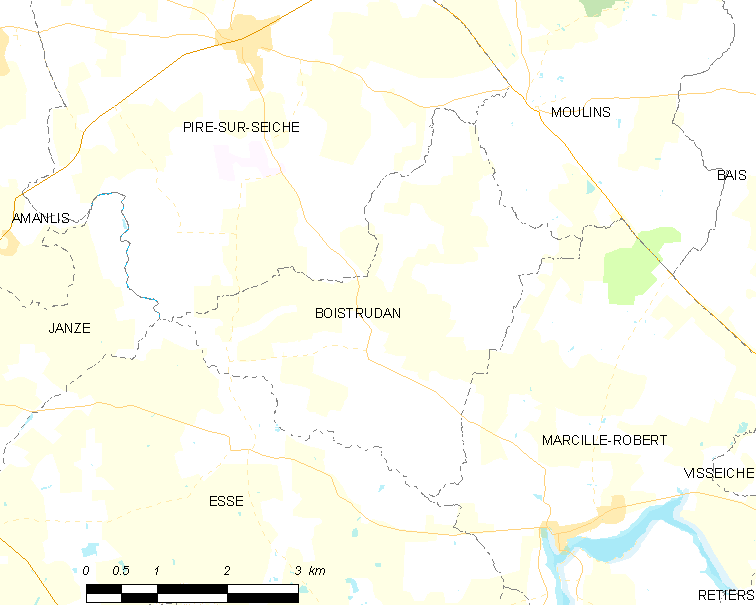
Carte de la commune.

### Hydrographie
Pour un article plus général, voir Réseau hydrographique d'Ille-et-Vilaine.
La commune est située dans le bassin Loire-Bretagne. Elle est drainée par la Seiche, la Quincampoix, le Coquerelle,le ruisseau du Hantel,,.
La Seiche, d'une longueur de 97 km, prend sa source dans la commune du Pertre et se jette  dans la Vilaine à Bruz, après avoir traversé 24 communes. 

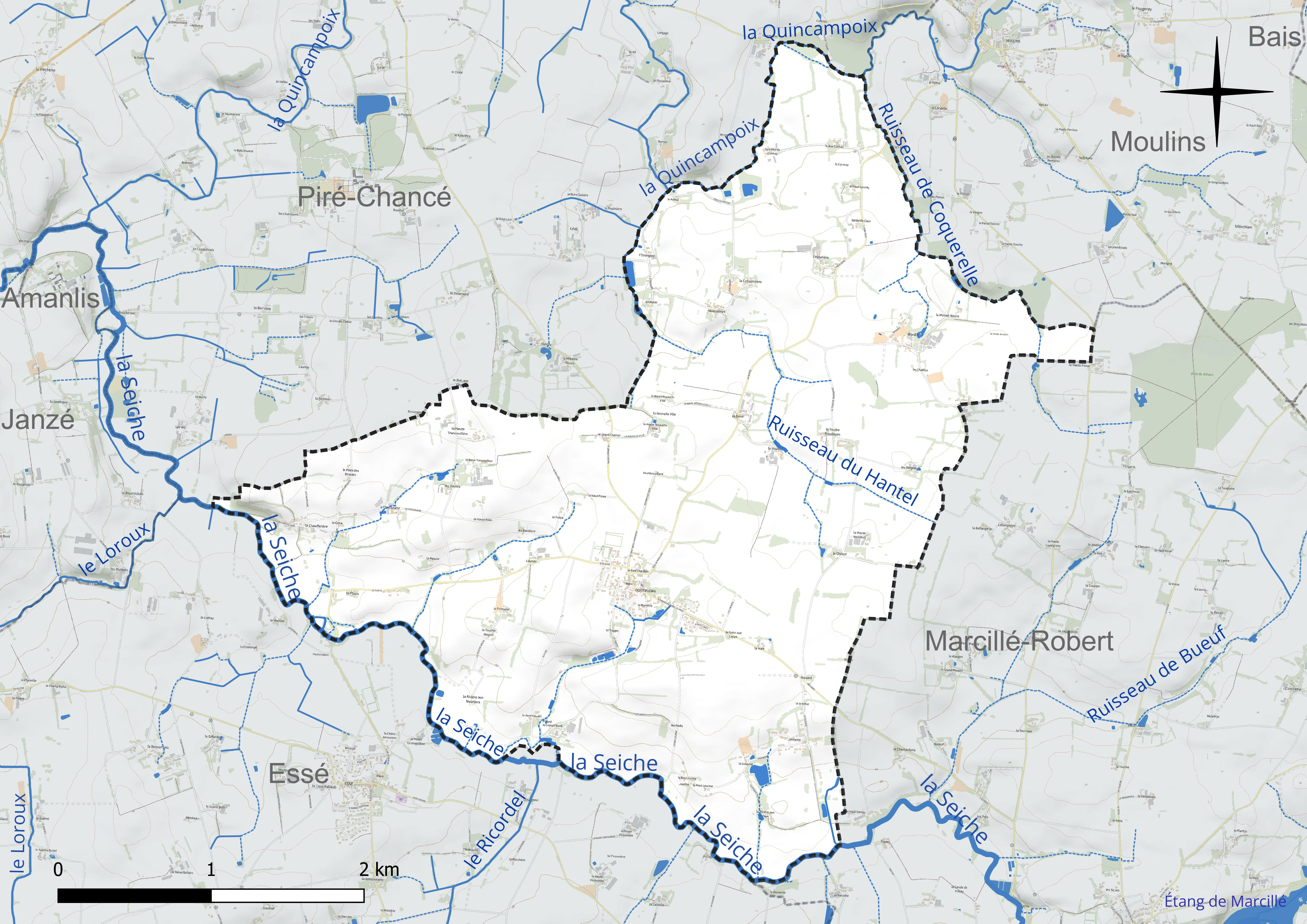
Réseau hydrographique de Boistrudan.

La Quincampoix (Seiche), d'une longueur de 33 km, prend sa source dans la commune de Domalain et se jette  dans la Seiche à Janzé, après avoir traversé six communes. 

### Climat
Pour des articles plus généraux, voir Climat de la Bretagne et Climat d'Ille-et-Vilaine.
En 2010, le climat de la commune est de type climat océanique altéré, selon une étude du CNRS s'appuyant sur une série de données couvrant la période 1971-2000. En 2020, Météo-France publie une typologie des climats de la France métropolitaine dans laquelle la commune est exposée à un climat océanique et est dans la région climatique  Bretagne orientale et méridionale, Pays nantais, Vendée, caractérisée par une faible pluviométrie en été et une bonne insolation. Parallèlement l'observatoire de l'environnement en Bretagne publie en 2020 un zonage climatique de la région Bretagne, s'appuyant sur des données de Météo-France de 2009. La commune est, selon ce zonage, dans la zone « Sud Est », avec des étés relativement chauds et ensoleillés.  
Pour la période 1971-2000, la température annuelle moyenne est de 11,5 °C, avec une amplitude thermique annuelle de 13,3 °C. Le cumul annuel moyen de précipitations est de 740 mm, avec 12,2 jours de précipitations en janvier et 6,7 jours en juillet. Pour la période 1991-2020, la température moyenne annuelle observée sur la station météorologique la plus proche, située sur la commune d'Arbrissel à 9 km à vol d'oiseau, est de 12,1 °C et le cumul annuel moyen de précipitations est de 718,7 mm,. Pour l'avenir, les paramètres climatiques de la commune estimés pour 2050 selon différents scénarios d'émission de gaz à effet de serre sont consultables sur un site dédié publié par Météo-France en novembre 2022.

## Urbanisme

### Typologie
Au 1er janvier 2024, Boistrudan est catégorisée commune rurale à habitat dispersé, selon la nouvelle grille communale de densité à sept niveaux définie par l'Insee en 2022.
Elle est située hors unité urbaine. Par ailleurs la commune fait partie de l'aire d'attraction de Rennes, dont elle est une commune de la couronne,. Cette aire, qui regroupe 183 communes, est catégorisée dans les aires de 700 000 habitants ou plus (hors Paris),.

### Occupation des sols
L'occupation des sols de la commune, telle qu'elle ressort de la base de données européenne d'occupation biophysique des sols Corine Land Cover (CLC), est marquée par l'importance des territoires agricoles (100 % en 2018), une proportion identique à celle de 1990 (100 %). La répartition détaillée en 2018 est la suivante : 
terres arables (62,8 %), prairies (18,8 %), zones agricoles hétérogènes (18,5 %). L'évolution de l'occupation des sols de la commune et de ses infrastructures peut être observée sur les différentes représentations cartographiques du territoire : la carte de Cassini (XVIIIe siècle), la carte d'état-major (1820-1866) et les cartes ou photos aériennes de l'IGN pour la période actuelle (1950 à aujourd'hui).

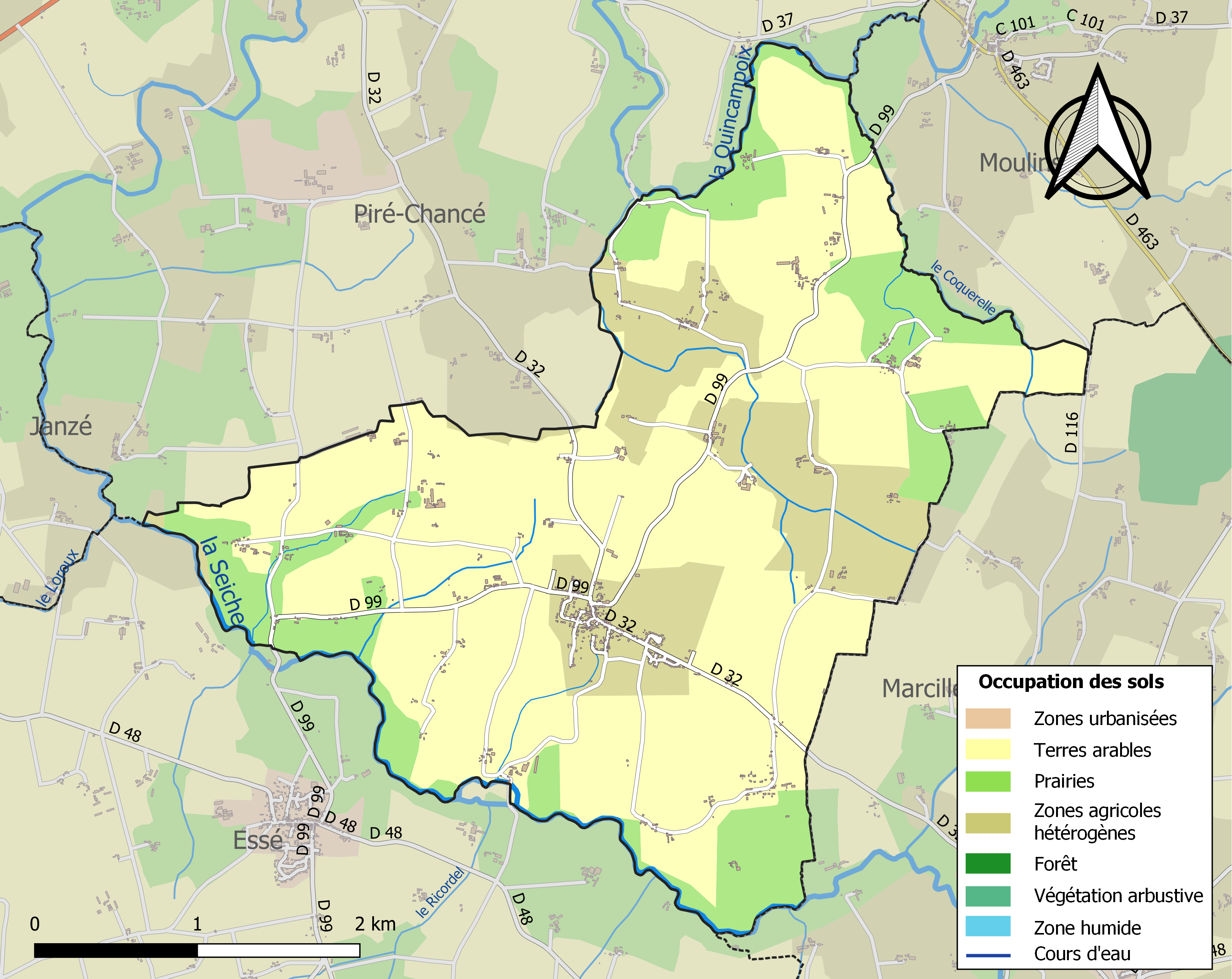
Carte des infrastructures et de l'occupation des sols de la commune en 2018 (CLC).

## Toponymie
Le nom de la localité est attesté sous les formes Bosco Truant en 1197, Boays-Trudant au XVIe siècle, puis Bois-Trudain en 1685, Bois-trudaine vers 1780.
La forme de 1197 implique la signification de « bois d'un personnage nommé Truant » ou « bois du truand (au sens ancien de « mendiant, vagabond ») ». En effet, le mot français truand est attesté dès 1165 environ, sous la forme trüant, trüande au sens de « celui (celle) qui vagabonde, qui mendie ». Ce terme est d'origine gauloise *trūganto « mendiant, vagabond », restitué d'après le vieil irlandais trôgán, diminutif de truag « malheureux », gallois tru, vieux breton tru « malheureux ».
Jean-Yves Le Moing voit lui aussi dans le premier élément, en conformité avec les formes anciennes, le mot bois. Cependant, pour lui, le second « Trudan peut avoir une origine germanique comme le nom de personne Trudeau. ». Cependant, il n'existe pas de nom de personne d'origine germanique *Trudan, qui devrait par conséquent se noter avec un astérisque. Quant à Trudeau (comme Trudelle, Trudon), il est généralement considéré comme un hypocoristique de Gertrude. Dans ce cas, il est nécessaire d'invoquer une analogie avec ces noms qui expliquerait l'évolution en Trud-.
L'élément Trudant, attesté tardivement, contredit celui de la forme la plus ancienne Truant. Trudant peut par contre s'expliquer par la métathèse du [d] de *Truand, t final notant [d] en ancien français, cf. trüant / trüande. En revanche, le t final de Trudant est purement « orthographique » au XVIe siècle. La terminaison -an a régulièrement donné -ain en français, d'où l'élément noté Trudain au XVIe siècle. La terminaison s'est fixée sous la forme -an d'après la prononciation locale.
La forme bretonne Koetruzan est une traduction moderne sans fondement historique (aucune attestation ancienne).

## Histoire

### Révolution française
Le curé assermenté de Boistrudan fut assassiné pendant la Révolution.

### LeXXesiècle
En juin 1914, trois religieuses de l'Ordre de Sainte-Marie de Broons furent expulsées de force : il fallut trente gendarmes, des policiers et un serrurier pour y parvenir (il fallut crocheter trente portes !). Le maire, Bauchez de Baubert, donna asile aux religieuses dns son château de l'Épinay

## Politique et administration
| Période                                  | Période   | Identité         | Étiquette | Qualité              |
| ---------------------------------------- | --------- | ---------------- | --------- | -------------------- |
| 1947                                     | 1953      | Francis Chopin   | MRP       |                      |
| ...                                      | ...       |                  |           |                      |
| mars 2001                                | mars 2014 | Constant Saffray | DVD       | Retraité             |
| mars 2014                                | En cours  | Anne Renault     |           | Secrétaire comptable |
| Les données manquantes sont à compléter. |           |                  |           |                      |

## Démographie
L'évolution du nombre d'habitants est connue à travers les recensements de la population effectués dans la commune depuis 1793. Pour les communes de moins de 10 000 habitants, une enquête de recensement portant sur toute la population est réalisée tous les cinq ans, les populations de référence des années intermédiaires étant quant à elles estimées par interpolation ou extrapolation. Pour la commune, le premier recensement exhaustif entrant dans le cadre du nouveau dispositif a été réalisé en 2007.

En 2022, la commune comptait 726 habitants, en évolution de +3,86 % par rapport à 2016 (Ille-et-Vilaine : +5,46 %, France hors Mayotte : +2,11 %).
| 1793  | 1800 | 1806  | 1821  | 1831  | 1836  | 1841  | 1846  | 1851  |
| ----- | ---- | ----- | ----- | ----- | ----- | ----- | ----- | ----- |
| 1 054 | 821  | 1 003 | 1 063 | 1 169 | 1 176 | 1 177 | 1 177 | 1 183 |

| 1856  | 1861  | 1866  | 1872  | 1876  | 1881 | 1886 | 1891 | 1896 |
| ----- | ----- | ----- | ----- | ----- | ---- | ---- | ---- | ---- |
| 1 160 | 1 111 | 1 079 | 1 019 | 1 004 | 962  | 937  | 872  | 850  |

| 1901 | 1906 | 1911 | 1921 | 1926 | 1931 | 1936 | 1946 | 1954 |
| ---- | ---- | ---- | ---- | ---- | ---- | ---- | ---- | ---- |
| 851  | 801  | 756  | 683  | 714  | 719  | 768  | 753  | 661  |

| 1962 | 1968 | 1975 | 1982 | 1990 | 1999 | 2006 | 2007 | 2012 |
| ---- | ---- | ---- | ---- | ---- | ---- | ---- | ---- | ---- |
| 606  | 576  | 505  | 475  | 501  | 494  | 644  | 665  | 661  |

| 2017 | 2022 | - | - | - | - | - | - | - |
| ---- | ---- | - | - | - | - | - | - | - |
| 710  | 726  | - | - | - | - | - | - | - |

## Culture locale et patrimoine

### Lieux et monuments
- L'église paroissiale Saint-Jacques-le-Majeur (XIe – XXe siècle). Elle conserve de l'époque romane sa nef (petites fenêtres très ébrasées au nord). La chapelle nord est élevée au XVIe siècle. Au XVIIe siècle, les fenêtres du mur sud de la nef sont agrandies, le chœur remanié et la chapelle sud édifiée. Elle est restaurée en 1834 sous la direction de l'architecte Jean-François Pointeau. Le clocher-porche est construit en 1902[30].

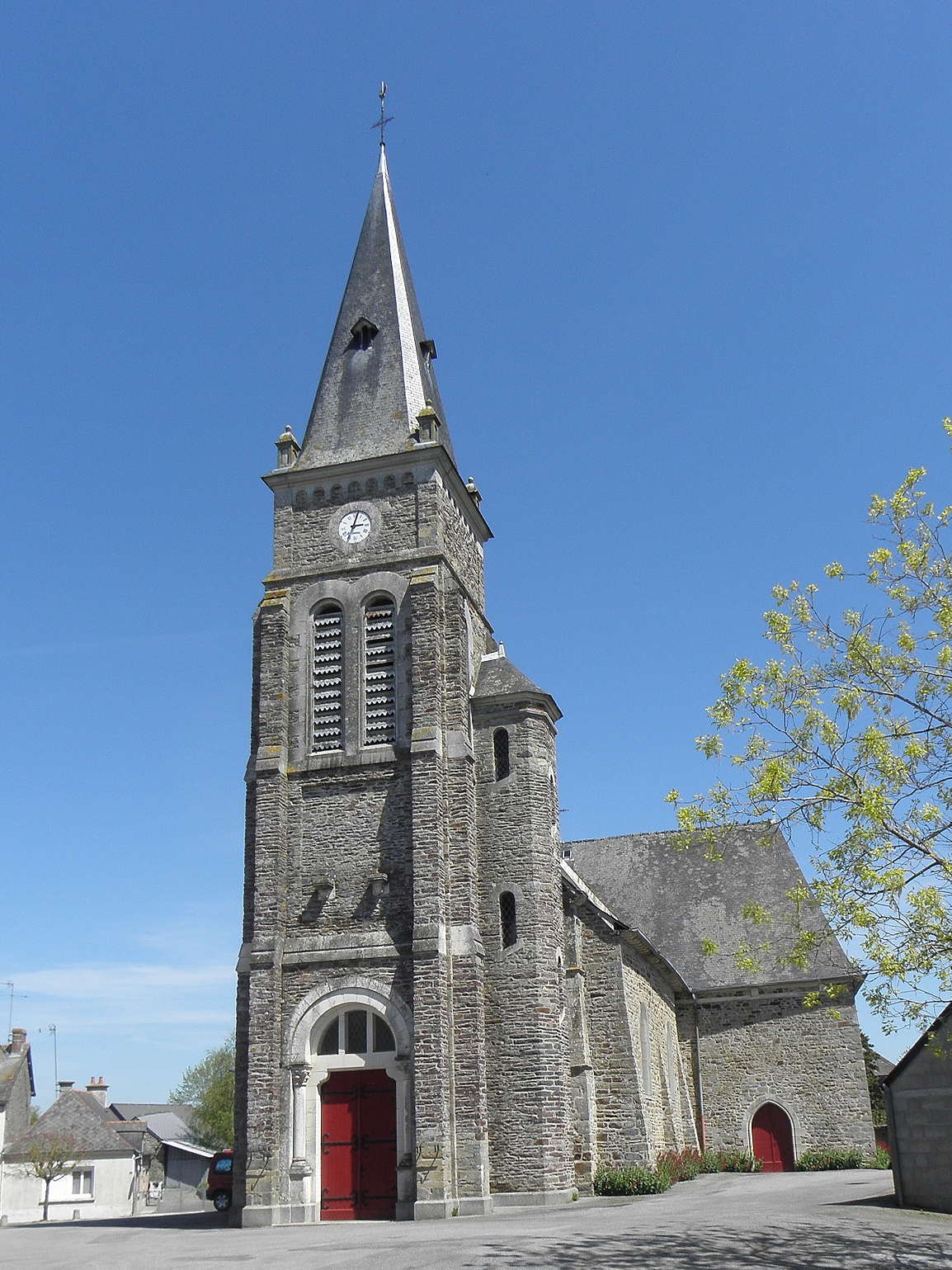
L'église.
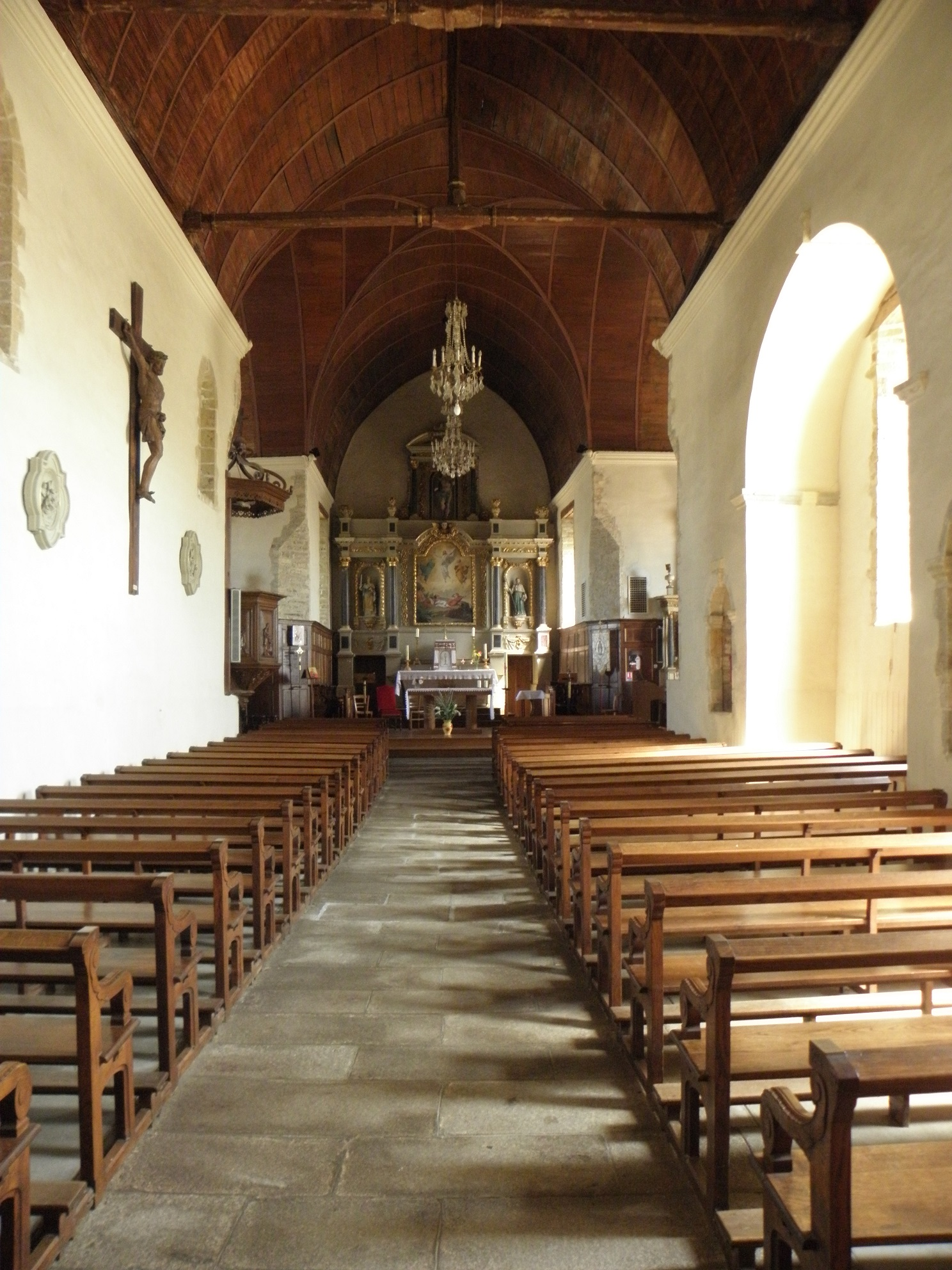
Intérieur.
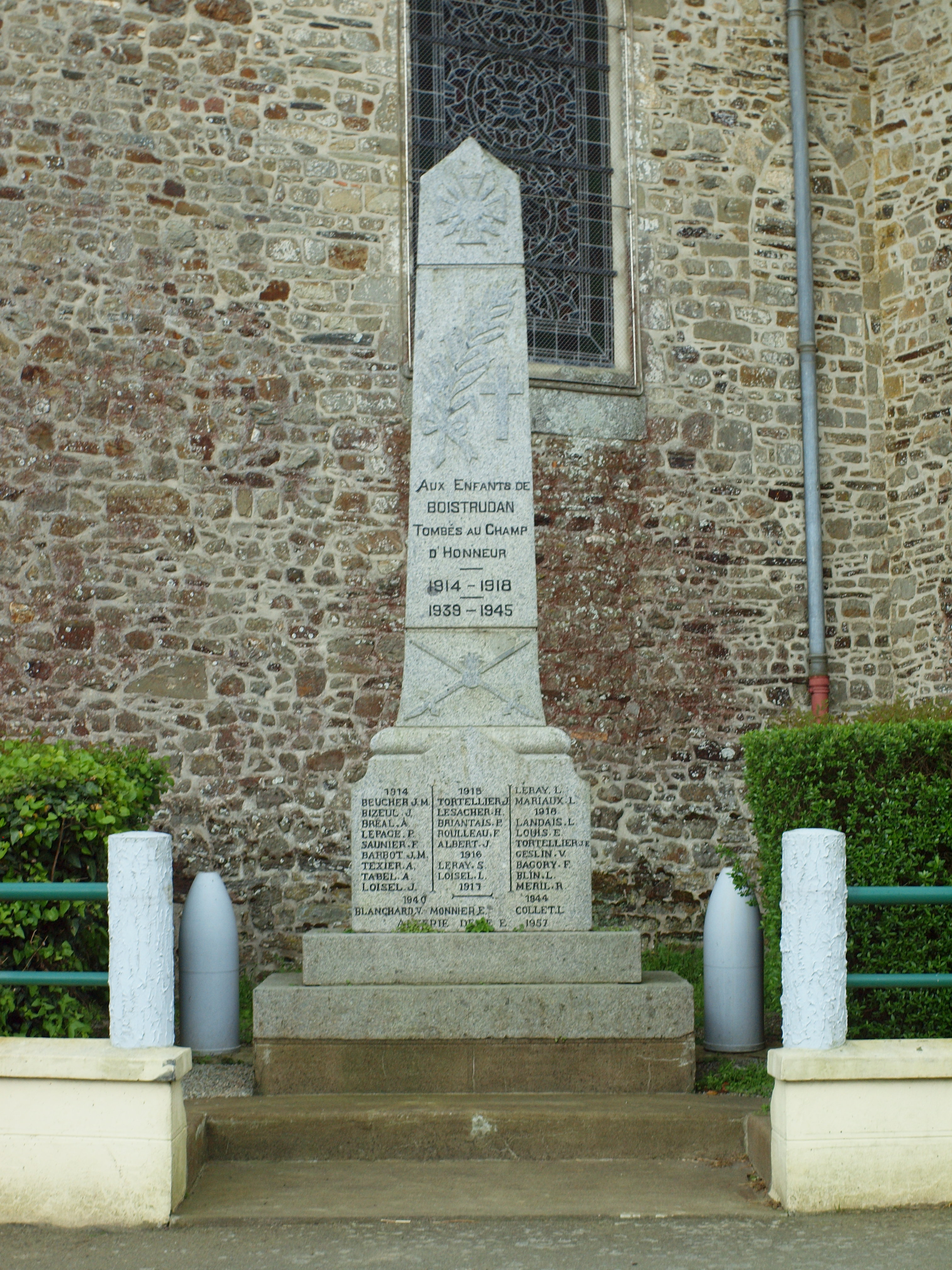
Monument aux morts.
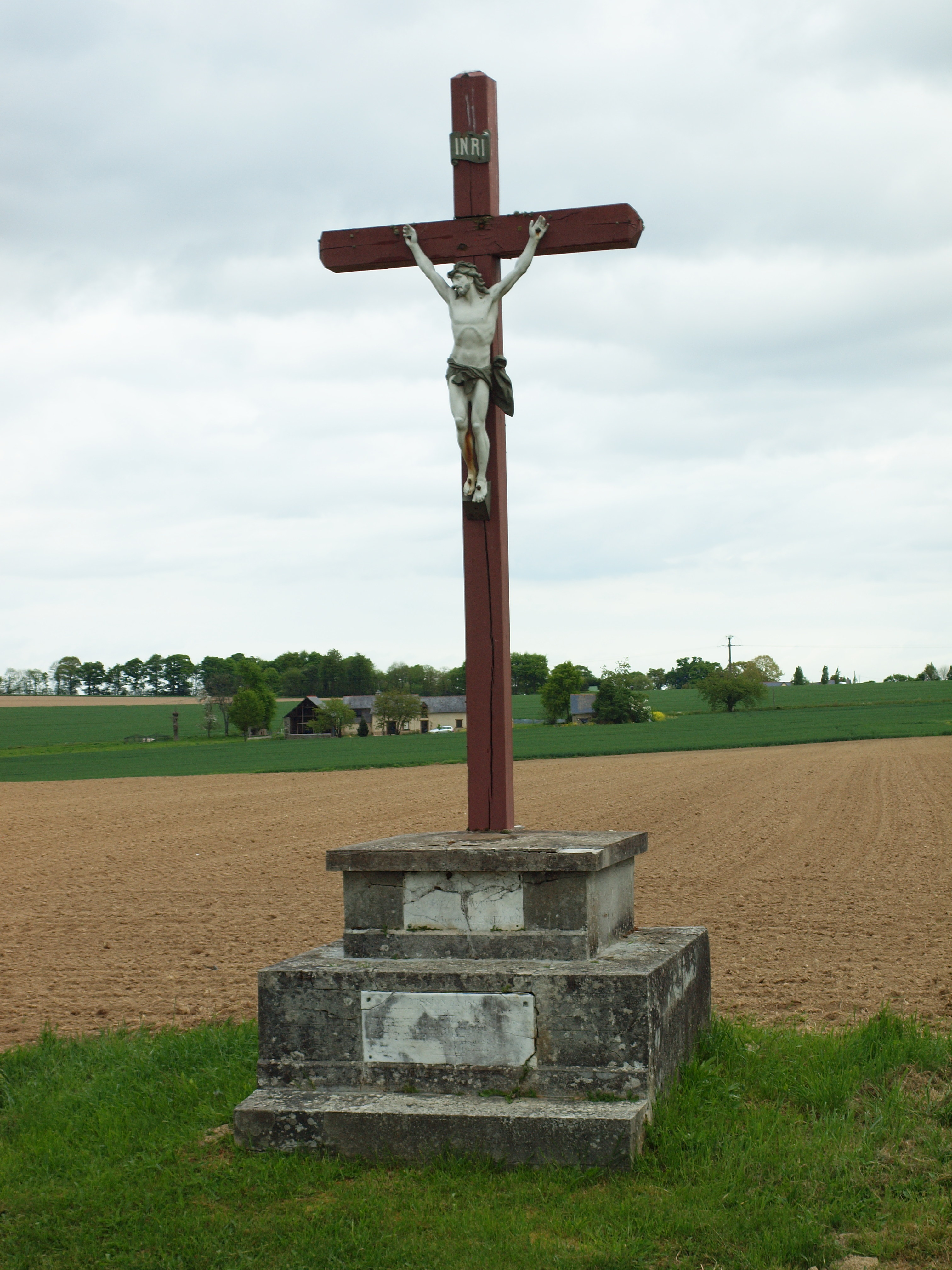
Croix de mission (1884).